# Den Bosniakisk-kroatiske Føderations kantoner
Den Bosniakisk-kroatiske Føderation har 10 kantoner, som er opkaldt efter floder, regioner eller byer. Hver kanton har sit egen folkevalgte lovgivende parlament, regering og domstol. Kantonerne er opdelt i kommuner.
Kantonerne blev oprettet ved lov den 12. juni 1996 som et resultat af Washington-aftalen fra 1994 mellem repræsentanter for de bosniske kroater og bosniakker.
Fem af kantonerne har bosniakisk flertal: Una-Sana Kanton, Tuzla Kanton, Zenica-Doboj Kanton, Bosna-Podrinje Kanton og Sarajevo Kanton. Tre har kroatisk flertal: Posavina Kanton, Vesthercegovina Kanton og Kanton 10. To kantoner betragtes som etnisk blandede: Centralbosnien Kanton og Herzegovina-Neretva kanton. Den mest folkerige kanton er Tuzla Kanton, mens Kanton 10 er den arealmæssigt største.
| Nr.   | Våben | Dansk                      | Bosnisk                                | Kroatisk                                   | Hovedstad     | Areal (km2) |
| ----- | ----- | -------------------------- | -------------------------------------- | ------------------------------------------ | ------------- | ----------- |
| I.    |       | Una-Sana Kanton            | Unsko-sanski kanton                    | Unsko-sanska županija                      | Bihać         | 4.125       |
| II.   |       | Posavina Kanton            | Posavski kanton                        | Posavska županija                          | Orašje        | 325         |
| III.  |       | Tuzla Kanton               | Tuzlanski kanton                       | Tuzlanska županija                         | Tuzla         | 2.649       |
| IV.   |       | Zenica-Doboj Kanton        | Zeničko-dobojski kanton                | Zeničko-dobojska županija                  | Zenica        | 3.343       |
| V.    |       | Bosna-Podrinje Kanton      | Bosansko-podrinjski kanton             | Bosansko-podrinjska županija               | Goražde       | 504         |
| VI.   |       | Centralbosnien Kanton      | Srednjobosanski kanton                 | Županija Središnja Bosna                   | Travnik       | 3.189       |
| VII.  |       | Hercegovina-Neretva Kanton | Hercegovačko-neretvanski kanton        | Hercegovačko-neretvanska županija          | Mostar        | 4.401       |
| VIII. |       | Vesthercegovina Kanton     | Zapadnohercegovački kanton             | Zapadnohercegovačka županija               | Široki Brijeg | 1.362       |
| IX.   |       | Sarajevo Kanton            | Kanton Sarajevo                        | Vrhbosanska županija / Sarajevska županija | Sarajevo      | 1.276       |
| X.    |       | Kanton 10                  | Kanton br. 10 / Zapadnobosanski kanton | Hercegbosanska županija                    | Livno         | 4.934       |